# 连滩镇
連灘鎮是中华人民共和国广东省云浮市郁南县下辖的一个乡镇级行政单位。位於鬱南縣東南部，東臨南江，南界河口鎮，西與歷洞鎮相接壤，北接南江口。是鬱南縣南部地區的商貿文化中心和市縣中心重鎮。連灘地理位置得天獨厚，水陸交通方便，省道德珠線公路貫穿全境，在建的廣梧高速公路出入口距城區3公里。 2000年被國家文化部命名為「中國民間文化藝術之鄉」，2005年12月，被國家發改委批准為全國小城鎮經濟綜合開發示範鎮及獲得省「文明鎮」和「省衛生先進鎮」稱號。全鎮總面積95.1平方公里，轄10個村委會、4個社區居委會，總人口5.7萬人。連灘素有「鬱南僑鄉」之稱，僑屬和港澳同胞2萬多人。

## 行政区划
连滩镇下辖以下地区：
振兴社区、兴盛社区、逍遥村、龙岩村、西坝村、思和村、平山村、连溪村、天花塘村、望天村、高枧村和上桥村。